# Кобб (салат)
Салат Кобб (англ. Cobb salad) — распространенный в кухне США салат, состоящий, как правило, из нарезанной листовой зелени (салат ромен, салат айсберг, водяной кресс, эндивий), помидоров, жареного бекона, отварного куриного мяса, авокадо, варёных яиц, лука, сыра рокфор и винегретной заправки. Иногда также в его состав входят чёрные оливки.

## История
Существует несколько версий изобретения данного салата. Одна из них утверждает, что он появился в 1930-х годах в голливудском ресторане Brown Derby и был назван по имени владельца этого заведения Роберта Говарда Кобба. Однако нет определённого мнения о том, кем именно был изобретен этот салат — самим Коббом или его шеф-поваром Чаком Уилсоном. Например, легенда гласит, что однажды Кобб до полуночи ничего не ел, а затем смешал найденные на кухне остатки еды и добавил к ним приготовленный поваром бекон и французскую приправу. Согласно другой версии, шеф-повар Роберт Крейс создал этот салат в 1929 году и назвал его в честь того же Роберта Кобба. Ещё один вариант сообщает, что это блюдо существовало в меню ресторана Calistoga в Северной Калифорнии и стало так именоваться по названию местной горы Кобб.

## Приготовление
На большую тарелку кладутся листья салата, остальные ингредиенты нарезаются небольшими кусочками и затем рядами укладываются поверх зелени, однако при этом не перемешиваются между собой. В английском языке существует мнемоническое правило для приготовления салата кобб — EAT COBB (Egg (яйцо), Avocado (авокадо), Tomato (помидоры), Chicken (курица), Onion (лук), Bacon (бекон), Blue cheese (сыр с плесенью)).